# IOS 7
iOS 7 je sedmá hlavní verze mobilního operačního systému iOS, vyvíjeného společností Apple Inc.. Byla oznámena na konferenci WWDC 10. června 2013 a oficiálně vydána 18. září 2013. Nahradila ji verze iOS 8 dne 17. září 2014. iOS 7 přinesla výraznou vizuální proměnu uživatelského rozhraní a byla poslední verzí podporující iPhone 4.

## Novinky a funkce

### Nový design
iOS 7 přinesla kompletní přepracování vzhledu systému pod vedením Jonyho Ivea. Rozhraní bylo výrazně zjednodušené – s ploššími ikonami, tenčím písmem a průhlednými prvky. Animace byly plynulejší a pozadí získalo efekt paralaxy. Nový vzhled se promítl do všech systémových aplikací.

### Ovládací centrum (Control Center)
Nové vysouvací menu dostupné přejetím prstu od spodního okraje obrazovky nabídlo rychlý přístup k běžně používaným funkcím jako zapnutí/vypnutí Wi-Fi, režimu Letadlo, Bluetooth, svítilny nebo ovládání hudby a jasu.

### Notifikační centrum
Přepracované Centrum oznámení obsahovalo tři záložky: Dnes (souhrn událostí a počasí), Všechna oznámení a Zmeškaná oznámení. Upozornění byla synchronizována mezi zařízeními a mohla se nově zobrazit i na uzamčené obrazovce.

### Multitasking a přepínač aplikací
Uživatelé mohli dvojitým stiskem tlačítka plochy přepínat mezi aplikacemi pomocí náhledů. Systém nově umožnil u všech aplikací běh na pozadí a předvídání jejich chování.

### AirDrop
Bezdrátové sdílení souborů mezi zařízeními v okolí přes Wi-Fi a Bluetooth. Podporováno u iPhonu 5 a novějších, iPadu (4. gen.) a iPadu mini.

### Siri
Siri získala nový vzhled a funkce – možnost ovládat vybraná nastavení (např. Bluetooth), vyhledávat na Wikipedii a Twitteru a rezervovat vstupenky (USA). Uživatelé mohli zvolit mužský nebo ženský hlas.

### CarPlay
Od verze iOS 7.1 byla přidána podpora CarPlay – rozhraní pro integraci iPhonu s palubními systémy automobilů, umožňující ovládání hovorů, hudby a navigace přes obrazovku vozu.

### App Store
Obchod App Store s aplikacemi získal podporu automatických aktualizací, historii změn u aplikací a funkci "Near Me" – doporučování aplikací podle polohy.

iOS 7

### Fotoaparát a Fotky
Aplikace Fotoaparát přidala čtvercový režim focení, živé filtry, sekvenční snímání (burst mode) a u iPhonu 5S i zpomalené video (120 fps). Aplikace Fotky nově zobrazovala obrázky ve zobrazeních Roky, Sbírky a Okamžiky.

### Safari
Spojení adresního a vyhledávacího pole do jednoho, nový režim správy karet (vertikální náhledy), integrovaný režim soukromého prohlížení, podpora funkce "Do Not Track" a synchronizace napříč zařízeními.

### FaceTime
Oddělená aplikace FaceTime na iPhonu. Nově podpora hlasových hovorů přes Wi-Fi (FaceTime Audio).

### Zprávy
Zprávy umožňovaly zobrazit přesný čas odeslání každé zprávy přejetím prstu doleva.

## Další změny
- Podpora 64bitových procesorů (iPhone 5S)
- Blokování kontaktů pro Telefon, Zprávy a FaceTime
- Nastavení vlastních vibrací pro upozornění
- Možnost omezit animace (nastavení "Omezit pohyb")
- Modrá tečka u nově nainstalovaných nebo aktualizovaných aplikací

## Přijetí a kritika

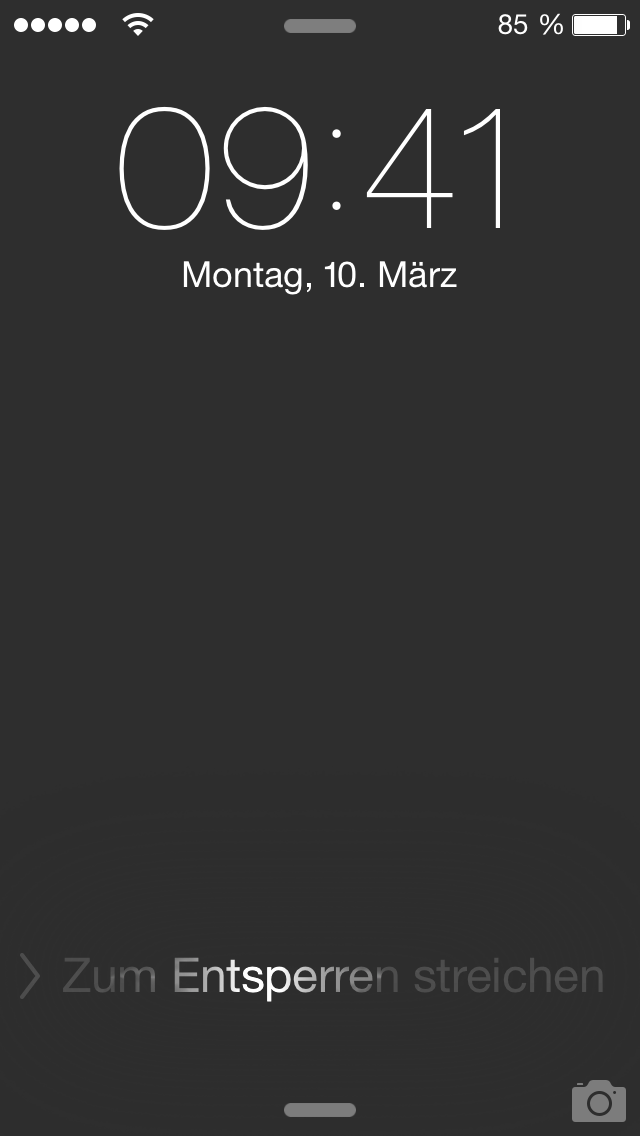
iOS 7

iOS 7 zaznamenala rekordní adopci – během 24 hodin měla podíl přes 35% a do pěti dnů byla nainstalována na více než 200 milionů zařízení.
Nový vzhled vyvolal smíšené reakce – byl oceňován pro modernizaci a sjednocení systému, ale kritizován za slabý kontrast, příliš jasné barvy a zdlouhavé animace. Některým uživatelům způsoboval efekt paralaxy a přechodových animací nevolnost. Funkce jako Ovládací centrum, AirDrop, nová Siri a zlepšený multitasking byly obecně přijaty pozitivně.

## Známé problémy
- Nevolnost a závratě z animací a paralaxy (řešeno funkcí „Omezit pohyb“)[5][6][7].
- Zvýšené vybíjení baterie[8] po aktualizaci na iOS 7.1.
- Chyby umožňující obejít zamykací obrazovku.

## Podporovaná zařízení

### iPhone
- iPhone 4 (omezená podpora)
- iPhone 4S
- iPhone 5
- iPhone 5C
- iPhone 5S

### iPod Touch
- iPod Touch (5. generace)

### iPad
- iPad 2
- iPad (3. generace)
- iPad (4. generace)
- iPad Air
- iPad mini (1. generace)
- iPad mini 2

## Historie verzí
| Verze | Datum vydání       | Hlavní změny                                                                                          |
| ----- | ------------------ | --- |
| 7.0   | 18. září 2013      | Úplný redesign systému, Control Center, AirDrop, blokování kontaktů, nové Siri, iTunes Radio          |
| 7.0.1 | 20. září 2013      | Podpora Touch ID pro nákupy (iPhone 5S a 5C)                                                          |
| 7.0.2 | 26. září 2013      | Oprava obejití zámku obrazovky, návrat řecké klávesnice                                               |
| 7.0.3 | 23. října 2013     | iCloud Keychain, opravy iMessage a Slide to Unlock, vylepšené zabezpečení                             |
| 7.0.4 | 14. listopadu 2013 | Oprava FaceTime hovorů a nákupů bez autorizace                                                        |
| 7.0.5 | 29. ledna 2014     | Oprava síťového nastavení pro iPhone 5S/5C v Číně                                                     |
| 7.0.6 | 21. února 2014     | Oprava chyby SSL ověření (tzv. "goto fail")                                                           |
| 7.1   | 10. března 2014    | Zlepšené Touch ID, CarPlay, nové možnosti pro Siri, výkonnostní zlepšení (iPhone 4)                   |
| 7.1.1 | 22. dubna 2014     | Opravy Touch ID, Bluetooth klávesnice, VoiceOver                                                      |
| 7.1.2 | 30. června 2014    | Vylepšená konektivita iBeacon, opravy přenosu dat přes příslušenství a zabezpečení e-mailových příloh |